# Stade Oscar Van Kesbeeck
 (mars 2025).
Le Oscar Van Kesbeeckstadion (en français : stade Oscar Van Kesbeeck) est un stade de football localisé à Malines en Belgique. Il est le stade de résidence du Koninklijke Racing Club Mechelen, un club qui a évolué par le passé pendant 32 saisons en Division 1 belge et qui, en joue désormais en Division 3.
Initialement connu comme Antwerpsesteenwegstadion (stade de la chaussée d'Anvers) ce stade reçoit, en 1948, le nom d'Oscar Van Kesbeeck, ancien joueur et président emblématique du K. RC Mechelen.
Le fronton du stade porte la devise du club "Waar is er een wil, is een weg" (en français: Là où il y a volonté, il y a une voie)

## Histoire
Après avoir dû voyager entre la Rodekruisplein et la Oude Liersebaan, le Racing Club de Malines trouve le site qui lui convient le long de la Antwerpsesteenweg (chaussée d'Anvers), en 1923.
La première tribune inaugurée en juillet 1923 mesure 80 mètres de long et 14 mètres de haut et peut accueillir 1 900 spectateurs. Le projet prévoit outre un logement pour le concierge, une salle de réception de 10 m × 20 m et une salle de gymnastique de 10 m × 10 m avec 8 vestiaires. La construction est terminée en novembre 1923. Les premières rencontres à domicile se jouent alors que le toit de la tribune n'est pas encore en place. Heureusement, les conditions météorologiques sont favorables. Le reste de l'enceinte de forme ovale peut contenir 21 000 personnes debout. Les différents gradins sont partagés par 16 escaliers.
Peu avant la fin de la Seconde Guerre mondiale, une fusée V1 s'abat sur la tribune principale. Celle-ci est reconstruite mais elle disparaît dans un incendie en 1947, par la même occasion toutes les centaines d'archives du club partent en fumée ! Après l'organisation d'un "benefitmatch", l'argent nécessaire à la reconstruction est réuni. Celle-ci se fait en moins d'un an. Le nouveau bâtiment comprend des bars, un restaurant, des vestiaires et une salle de sport. À l'opposé du terrain, une tribune debout couverte est aménagée (avec un toit en bois). Elle s'étend sur toute la longueur du terrain. Plus tard, le métal remplace le bois.
Au fil des années, le stade subit quelques rénovations et modifications. Entre 1975 et 1985 des surfaces de terrains (à bâtir), situés derrière chaque but, sont vendus. Ils voient l'érection d'habitations particulières, d'immeubles à appartements, et de garages. La capacité du stade descend de 21 000 à 13 687 places.
De nos jours, le stade se compose de sa tribune principale au Nord et en face côté Sud se trouve une tribune debout couverte qui est partagée en deux parties, l'une pour les supporters locaux, l'autre pour les visiteurs. Du côté Est, celui de la Oscar van Kesbeeckstraat, il y a une tribune avec des places debout. Sous cette construction des garages ont été aménagés. Côté Ouest, il n'y a plus de commodités pour les spectateurs.
Le stade dispose de trois accès : l'entée principale est dans la Oscar van Kesbeeckstraat, 70 mètres plus au Sud se trouve l'entrée des supporters visiteurs. À l'opposé de ces deux accès, se trouve une entrée via la Schorsmolenstraat.
Côté Nord, sont aussi aménagés quelques terrains annexes qui sont employés pour les entraînements et les rencontres des équipes de jeunes. Derrière ces terrains a été construit le complexe du « Racing Tennis », un club de tennis qui possède sa propre direction mais qui est historiquement lié au cercle de football du Racing Malines.

### Sources et liens externes
- Wikipédia en Néerlandais
- (nl) Site consacré au stade Oscar Van Kesbeeckstadion (bien illustré)